# Radějovice (district de Prague-Est)
Pour les articles homonymes, voir Radějovice.
Radějovice (en allemand : Radeiowitz) est une commune du district de Prague-Est, dans la région de Bohême-Centrale, en République tchèque. Sa population s'élevait à 480 habitants en 2020.

## Géographie
Radějovice se trouve à 4,5 km au sud-ouest de Jesenice et à 19 km au sud-est de Prague.
La commune est limitée par Jesenice et Herink au nord, par Popovičky à l'est, par Křížkový Újezdec au sud-est, et par Sulice au sud-ouest et à l'ouest.

## Histoire
La première mention écrite de la localité date de 1227.

## Administration
La commune se compose de deux quartiers :
- Olešky
- Radějovice

## Transports
Par la route, Radějovice se trouve à 6 km de Jesenice et à 28 km du centre de Prague.